# Libdvdcss
libdvdcss je volně dostupná a multiplatformní knihovna pro přístup a uspořádávání DVD kódovaných v CSS. Je to jeden z projektů VideoLAN a používá ho VLC media player a další free/open source DVD přehrávače jako Ogle, přehrávače založené na xine a MPlayer.
libdvdcss je stavěna jako platformově nezávislá, s verzemi pro GNU/Linux, Microsoft Windows, Mac OS X, BeOS, BSD a Solaris. Je uvolněna pod licencí GNU GPL.
libdvdcss nesmí být zaměňována s DeCSS.
V mnoha zemích je zakázáno prodávat nebo dokumentovat programy, které poskytují cestu jak obejít kopírovací preventivní systém. CSS není takový systém, přesto jej nenaleznete v mnoha Linuxových distribucí (například Debian, SUSE Linux a Ubuntu). I tak je ale možné si je jednoduše stáhnout z internetu pro tyto distribuce. Některé další distribuce nabízejí instalaci z repozitáře.